# Nevada Barr
Nevada Barr (Yerington, Nevada, 1 de marzo de 1952) es una escritora estadounidense reconocida por su serie literaria de Anna Pigeon, compuesta por novelas de ficción y misterio desarrolladas en parques naturales de los Estados Unidos.

## Carrera
Barr empezó a interesarse en el movimiento ecologista, por lo que comenzó a trabajar como guardabosques de temporada en el verano. Creó la serie de Anna Pigeon mientras trabajaba de temporada en el Parque Nacional de las Montañas de Guadalupe, Texas. Pigeon es una guardabosques que trabaja en el Servicio de Parques Nacionales de los Estados Unidos. Los libros de la serie tienen lugar en varios parques nacionales donde Pigeon resuelve asesinatos que a menudo están relacionados con problemas ambientales.

## Obra

### Serie de Anna Pigeon
- 1993 - Track of the Cat (ISBN 0-399-13824-2)
- 1994 - A Superior Death (ISBN 0-399-13916-8)
- 1995 - Ill Wind (ISBN 0-399-14015-8)
- 1996 - Firestorm (ISBN 0-399-14126-X)
- 1997 - Endangered Species (ISBN 0-399-14246-0)
- 1998 - Blind Descent (ISBN 0-399-14371-8)
- 1999 - Liberty Falling (ISBN 0-399-14459-5)
- 2000 - Deep South (ISBN 0-399-14586-9)
- 2001 - Blood Lure (ISBN 0-399-14702-0)
- 2002 - Hunting Season (ISBN 0-399-14846-9)
- 2003 - Flashback (ISBN 0-399-14975-9)
- 2004 - High Country (ISBN 0-399-15144-3)
- 2005 - Hard Truth (ISBN 0-399-15241-5)
- 2008 - Winter Study (ISBN 978-0-399-15458-4)
- 2009 - Borderline (ISBN 978-0-399-15569-7)
- 2010 - Burn (ISBN 978-0-312-61456-0)
- 2012 - The Rope (ISBN 978-0-312-61457-7)
- 2014 - Destroyer Angel (ISBN 978-0-312-61458-4)
- 2016 - Boar Island (ISBN 978-1-250-06469-1)